# Hamlin (Kansas)
Hamlin és una població dels Estats Units a l'estat de Kansas. Segons el cens del 2000 tenia 53 habitants.

## Demografia
Segons el cens del 2000, Hamlin tenia 53 habitants, 19 habitatges, i 15 famílies. La densitat de població era de 204,6 habitants/km².
Dels 19 habitatges en un 42,1% hi vivien nens de menys de 18 anys, en un 52,6% hi vivien parelles casades, en un 31,6% dones solteres, i en un 15,8% no eren unitats familiars. En el 15,8% dels habitatges hi vivien persones soles el 5,3% de les quals corresponia a persones de 65 anys o més que vivien soles. El nombre mitjà de persones vivint en cada habitatge era de 2,79 i el nombre mitjà de persones que vivien en cada família era de 3,06.
Per edats la població es repartia de la següent manera: un 32,1% tenia menys de 18 anys, un 0% entre 18 i 24, un 32,1% entre 25 i 44, un 15,1% de 45 a 60 i un 20,8% 65 anys o més.
L'edat mediana era de 36 anys. Per cada 100 dones de 18 o més anys hi havia 89,5 homes.
La renda mediana per habitatge era de 27.500 $ i la renda mediana per família de 34.375 $. Els homes tenien una renda mediana de 18.750 $ mentre que les dones 46.250 $. La renda per capita de la població era de 14.813 $. Cap de les famílies estaven per davall del llindar de pobresa.

## Poblacions més properes
El següent diagrama mostra les poblacions més properes.